# قائمة الأفلام السعودية في الترشيحات الأولية لجائزة الأوسكار لأفضل فلم أجنبي
يعرض هذا المقال قائمة الأفلام السعودية المقدمة لجائزة الأوسكار لأفضل فيلم بلغة أجنبية منذ عام 2013 في حفل توزيع جوائز الأوسكار 86.

## الأفلام المقترحة
منذ سنة 1956، دعت أكاديمية فنون وعلوم الصور المتحركة صُنّاع الأفلام في مختلف البلدان لتقديم أفضل فيلم لجائزة الأوسكار لأفضل فيلم بلغة أجنبية. تُشرف لجنة جائزة الأوسكار لأفضل فيلم بلغة أجنبية على العملية وتستعرض جميع الأفلام المقدمة. بعد ذلك، يُقام التصويت عبر الاقتراع السري لتحديد المرشحين الخمسة للجائزة. فيما يلي قائمة بالأفلام التي قدمتها المملكة العربية السعودية لمراجعتها من قبل الأكاديمية للحصول على جائزة الأوسكار لأفضل فيلم بلغة أجنبية.
| السنة (الحفل)         | العنوان الأصلي   | عنوان الفيلم في الترشيح    | اللغة   | المخرج             | النتيجة     |
| --------------------- | ---------------- | -------------------------- | ------- | ------------------ | ----------- |
| 2013 السادس والثمانون | وجدة             | Wadjda                     | العربية | هيفاء المنصور      | لم يترشح    |
| 2016 التاسع والثمانون | بركة يقابل بركة  | Barakah Meets Barakah      | العربية | محمود صباغ         | لم يترشح    |
| 2019 الثاني والتسعون  | المرشحة المثالية | The Perfect Candidate      | العربية | هيفاء المنصور      | لم يترشح    |
| 2020 الثالث والتسعون  | سيدة البحر       | Scales                     | العربية | شهد أمين           | لم يترشح    |
| 2021 الرابع والتسعون  | حد الطار         | The Tambour of Retribution | العربية | عبد العزيز الشلاحي | لم يترشح    |
| 2023 الخامس والتسعون  | أغنية الغراب     | Raven Song                 | العربية | محمد السلمان       | لم تُعلن بعد |

## وصلات خارجية
- قاعدة بيانات جوائز الأكاديمية الرسمي
- قاعدة بيانات الاعتمادات السينمائية
- صفحة جوائز الأكاديمية في قاعدة بيانات الأفلام على الإنترنت